# UFC Fight Night: Grasso vs. Shevchenko 2
UFC Fight Night: Grasso vs. Shevchenko 2 (también conocido como UFC Fight Night 227, UFC on ESPN+ 85 y Noche UFC) fue un evento de artes marciales mixtas producido por Ultimate Fighting Championship que tuvo lugar el 16 de septiembre de 2023 en el T-Mobile Arena en Paradise, Nevada, parte del área metropolitana de Las Vegas, Estados Unidos.

## Antecedentes
El evento se celebró en el día de la independencia de México, lo que incluyó tener una variedad de luchadores mexicanos compitiendo en el evento.
El combate por el Campeonato de Peso Mosca Femenino de la UFC entre la actual campeona Alexa Grasso y Valentina Shevchenko encabezó el evento. Se enfrentaron previamente en UFC 285 en marzo de 2023 dónde Grasso ganó el título a través de una sumisión en el cuarto asalto.
Se esperaba un combate de peso wélter entre Shavkat Rakhmonov y Kelvin Gastelum para este evento. Sin embargo, Gastelum se retiró tras sufrir una fractura facial.
Se esperaba un combate de peso medio entre Chris Curtis and Anthony Hernandez para este evento. Sin embargo, Curtis se retiró debido a una lesión en las costillas y fue sustituido por Roman Kopylov. A su vez, Hernandez se retiró del combate debido a una rotura de ligamentos y fue sustituido por Josh Fremd.
Se esperaba un combate de peso wélter entre Daniel Rodriguez y Santiago Ponzinibbio para este evento. Sin embargo, Rodriguez fue retirado del combate por la USADA tras dar positivo por la sustancia prohibida ostarine. A principios de septiembre, Ponzinibbio anunció que no participaría en la competición.
Se esperaba un combate de peso paja femenino entre Elise Reed y Cynthia Calvillo para este evento. Sin embargo, Calvillo se retiró por razones no reveladas y fue sustituida por Iasmin Lucindo en un combate de peso acordado de 120 libras. A su vez, Reed fue retirada del evento por razones no reveladas y fue sustituida por Josefine Lindgren Knutsson. A su vez, Lucindo se retiró del evento debido a una lesión no revelada y Marnic Mann actuó como sustituto para enfrentarse a Knutsson.
Se esperaba un combate de peso ligero entre Natan Levy y Alex Reyes para este evento. Sin embargo, Levy se retiró del combate por razones no reveladas y fue sustituido por Charlie Campbell.

## Resultados
1. ↑  Por el Campeonato de Peso Mosca Femenino de la UFC.
2. ↑  Originalmente una sumisión técnica (estrangulamiento de anaconda) victoria para Chairez; anulada después de la revisión debido a un error del árbitro.

## Premios de bonificación
Los siguientes luchadores recibieron bonificaciones de $50000 dólares.
- Pelea de la Noche: No se concedió ninguna bonificación.
- Actuación de la Noche: Raúl Rosas Jr., Daniel Zellhuber, Lupita Godinez, Roman Kopylov, y Charlie Campbell